# 개인 바운더리
개인 바운더리(Personal boundaries)란, 타인이 자신을 대하는 것에 있어 합리적이고 안전하며 허용할 수 있는 방식을 규정하기 위하여 한 개인이 만드는 가이드라인 혹은 규칙(rule)이나 경계(limit)이자, 동시에 타인이 이 경계를 넘어올 때 대응하는 방식이다. 판단(conclusion), 신념(belief), 의견(opinion), 태도(attitude), 과거경험(past experience), 사회학습(social learning)이 섞여서 형성된다. 개인 바운더리는 일종의 개념이자 일상에서 사용하는 대처 기술(life skill)로서 1980년대 중반부터 자기계발서와 상담 분야에서 널리 활용되어 왔다.
일부 상담가들은, 호불호를 찾고 타인에게 허용하는 거리를 설정하는 방식으로 개인을 규정하는데 개인 바운더리가 도움이 된다고 생각한다. 개인 바운더리에는 신념, 정서(emotion), 직관(intuition), 자존감(self-esteem)을 아우르는 신체적, 정신적, 심리적, 영성적 바운더리가 있다. 자크 라캉(Jacques Lacan)은 이러한 바운더리들이 하나의 위계(hierarchy) 안에서 층위를 형성하고 있으며, 개인의 생물적 사회적 지위라는 외피(envelop)가 이어져 있는 형태를 반영한다고 했다. 개인 바운더리는 대인관계에 있어 한 개인의 바깥으로 나가는 방향과 안으로 들어오는 방향에서 작동하고, 이 두 방향에 영향을 준다. 이는 방어(protection) 기능과 봉쇄(containment) 기능으로 불리기도 한다.

## 범위
가치관과 바운더리에 있어서 다음의 세 범주가 가장 흔하게 언급된다.

1. 물리적 범주 : 개체공간(personal space), 신체 접촉 여부(touch consideration)

2. 정신적 범주 : 생각, 의견

3. 정서적 범주 : 느낌

일부 전문가들은 영성(spirituality), 진솔함(truth), 시간관념(time/punctuality) 등의 범주를 추가하거나 세분화하기도 한다.

## 유형
니나 브라운(Nina Brown)은 네 가지 바운더리 유형을 제안하였다.

1. 부드러운 바운더리(soft boundaries) : 타인의 바운더리와 통합하는 성향이며, 심리조종(psychological manipulation)을 당하기 쉽다.

2. 스폰지 바운더리(spongy boundaries) : 부드러운 바운더리와 엄격한 바운더리의 중간이다. 부드러운 바운더리 유형보다는 정서전염(emotional contagion)이 덜 되지만 엄격한 바운더리 유형보다는 정서전염이 잘 된다.

3. 엄격한 바운더리(rigid boundaries) : 닫혀있거나 벽이 쳐져 있어서 물리적으로나 정서적으로 다가가기 힘들다. 특히 신체적 정서적 심리적 성적 학대를 당한 이들에게 잘 보인다. 엄격한 바운더리는 시간, 장소, 상황에 따라 선택적인데, 과거 나쁜 경험과 유사한 상황이 벌어지면 이 경험을 바탕으로 바운더리가 드러나기도 한다.

4. 유연한 바운더리(flexible boundaries) : 스폰지 바운더리나 엄격한 바운더리와 유사하지만 개인의 통제력이 작용한다. 무엇을 들여야 하고 무엇을 들이지 말아야 할지를 스스로 결정하고, 정서전염이나 심리조종을 막아낼 능력이 있으며, 이용(exploit)하기 어렵다.

## 적용
개인 바운더리는 타인을 통제하려 하거나 자기 삶을 책임지지 않는 사람 등에게 적용 가능한 개념이다. 미국 익명의동반의존갱생회(Co-Dependents Anonymous, CoDA)는 회원이 타인에게 하는 행동의 한계와 타인들이 회원에게 하는 행동의 한계를 설정할 것을 제안한다. 이는 타인의 생각, 감정, 문제에 통제당하는 것으로부터 떨어져서 회원 개인의 자율성(autonomy)을 확보하려는 것이다.
미국정신장애가족협회(National Alliance on Mental Illness,  NAMI)는 회원들에게 가치관과 바운더리를 설정하고 유지하는 것이 가족 내에서 저항이 있더라도 안전감, 안정감, 예측가능성, 질서감을 올려준다고 알려준다. NAMI는 바운더리가 편안하고 비판단적인 분위기를 만들고, 가족간 상호 공감하는 분위기를 유지하는 데에 있어서도 결코 모순되지 않는다고 말한다.

## 바운더리 재구축에서의 위기
의학박사 로빈 스키너(Robin Skynner)는 자신의 저서 『Families and How to Survive Them』에서 선을 그어주고 부모와 자녀가 각자 따로 치료하는 식으로 가족치료사가 가족들의 가치관과 바운더리를 형성하는 것을 도와주는 방식에 대해 기술하였다. 이는 밀착(enmeshment)과 같은 건강하지 못한 현상이 정상적인 개인 가치관을 억누르고 있는 가족 환경에 특히 적합하다. 그러나 병적 수준의 심각한 상태의 밀착이 한 가족의 관계를 매개하는 요소가 되어 있다면, 이러한 방식으로 개인의 가치관과 바운더리를 구축하는 것은 부작용을 초래할 수도 있다. 특히 건강한 바운더리를 구축한다는 것이 이전에 없다가 갑자기 가족 중 한 명이 일방적으로 경계를 설정하게 되는 식으로 가면 심각한 부작용을 초래하게 된다. 일방적인 경계 설정과 상호협조적인 문제 해결에 무엇인지 구분해 주는 것이 중요하다.

## 분노
분노(anger)는 화를 돋구는 자극(provocation)이 인지되었을 때 보이는 강력하고 불편하며 정서적인 반응을 포함하는 정상적인 정서이다. 개인의 바운더리가 침범당했을 때 보이기도 한다. 분노는 바운더리를 설정하거나 위험한 상황에서 벗어나는데 있어 유용하다.

## 복합요인

### 정신 증상
강박장애(obsessive compulsive disorder), 편집성 인격장애(paranoid personality disorder), 경계선 인격장애(borderline personality disorder), 자기애성 인격장애 (narcissistic personality disorder), 주의결핍장애(attention deficit disorder), 조울증(bipolar disorder)에서 조증 상태 등, 특정 정신 증상을 가진 사람들은 타인을 통제하는 행동(controlling behavior)을 보이는 성향이 있다.
경계선 인격장애(Borderline personality disorder, BPD) : 경계선 인격장애 환자의 배우자나 연인은 보호자(caretaker) 역할을 자청하는 경향이 있어서, 자신의 삶에 대한 문제보다는 환자들의 삶의 문제에 집중하고 우선순위를 둔다. 이러한 관계에 너무 자주 들어가게 되어, 공의존자(codependent)로서 이들은 자신이 ‘정상적인 사람(the sane one)’ 혹은 ‘책임지는 사람(the resonsible one)’으로서 자신의 가치성을 얻으려 한다. 문화적 통념으로 인하여 아시아 문화권의 가정들이 이러한 경향을 강하게 보이기도 한다.
자기애성 인격장애(Narcissistic personality disorder, NPD) : 자기애성 인격장애 환자들은 자아감(sense of self)이 약하고 타인은 자신이 확장된 존재가 아니라 자신과 분리된 존재라는 사실을 인지하지 못할 수도 있기에, 이들에게 있어 개인의 가치관과 바운더리는 상충된 개념이다. 이들의 욕구를 충족시켜주거나 이들에게 만족감을 제공해주는 존재들은, 마치 환자의 일부로서 환자의 기대치에 맞춰 살아야 하는 것처럼 다뤄진다.

### 공의존
공의존(Codependency)은 자신의 욕구에 우선순위를 두기 어려운 반면, 타인의 욕구에 과도하게 몰입해 있는 상태를 말한다. 공의존은 가족, 직장동료, 친구, 연인, 또래, 동네사람 등 거의 모든 인간관계에서 나타날 수 있다.
건강한 관계에서는 개인 바운더리를 통해 정서공간(emotional space)이 생기고, 이 정서공간을 통하여 건강한 관계가 유지되지만 공의존적인 인격체들은 바운더리 설정이 어렵기에, 바운더리를 설정하고 지키는 것이 이들의 정신건강을 회복하는 필수 요소이다.
공의존 관계에서 공의존자(codependent)의 목표의식은 파트너의 욕구를 충족시키는데 있어 과도하게 희생하는 것에 기반을 두고 있다. 공의존 관계는 착달라붙어 있는 상태(clinginess)로서, 개인은 자기효능감(self-sufficiency)이나 자율성이 없다. 상대의 목표 성취를 위해 한쪽이 다른 한쪽에게 혹은 양쪽이 서로에게 의존한다. 여기에는 타인의 삶을 우선으로 두게 되는 무의식적인 원인이 종종 있는데, 그것은 곧 자신의 존재가치는 타인으로부터 온다는 잘못된 생각이다.

### 역기능가정
- 요구하는 부모(Demanding parent) : 역기능가정(Dysfunctional family)에서는, 부모가 아이의 욕구와 감정을 충족시켜 주려는 것이 아니라, 아이가 부모의 욕구와 감정을 살피고 이에 맞추려고 한다.
- 요구하는 아이(Demanding child) : 양육은 자기희생이 필요하고 아이를 우선순위에 두어야 하는 것이지반, 양육이나 희생이 아이의 건강한 성장에 해롭거나 이를 파괴하는 수준에 이를 정도로 과도해지면, 부모가 아이에게 공의존하는 경우가 있다.

### 공동경험
지그문트 프로이트(Sigmund Freud)는 획일적이고 빠르게 움직이는 군중 속에 들어가 있으면 의식상의 바운더리가 상실된다고 서술하였다.
스티븐 핑커(Steven Pinker)는 공동경험(communal experience)에서 개인 바운더리가 상실되는 것을 다루었다. 핑커는 기근, 공포, 고통과 같은 극심한 고통(ordeal)을 공유함으로써 이러한 현상이 촉발될 수 있으며, 이러한 방식이 신고식(initiation rites)과 같은 곳에서 역치조건(liminal condition)을 형성하는데 사용되어 왔음을 지적하였다.
칼 융(Carl Jung)은 이를 ‘집단무의식으로의 정체성 흡수(the absorption of identity into the collective unconscious)’라고 하였다.
레이브 문화(rave culture)에도 '개인 바운더리의 소멸(a dissolution of personal boundaries)’과 ‘연대감으로의 통합(a merger into a binding sense of communality)’이라는 요소가 있다.

## 불평등한 권력관계
정치적 사회적 권력에서의 불평등한 관계는 문화 경계(cultural boundaries) 나아가 개인의 삶의 질을 좌우한다. 학대 관계(abusive relationship)와 같은 사적 관계에서의 불평등한 힘은 개인이 바운더리를 형성하는 데에 지장을 준다.

## 같이 보기

### 개념
- 공의존
- 밀착
- 역기능가정
- 자기효능감
- 조장/인에이블링(enabling)

### 인물
- 자크 라캉
- 지그문트 프로이트
- 칼 융

### 증상
- 강박장애(obsessive compulsive disorder)
- 경계선 인격장애(borderline personality disorder)
- 자기애성 인격장애 (narcissistic personality disorder)
- 자기 파괴적 행동(self-destructive behavior)
- 조울증(bipolar disorder)
- 주의력결핍장애(attention deficit disorder)
- 편집성 인격장애(paranoid personality disorder)